# Marshall Vente
Marshall Vente (* um 1955) ist ein US-amerikanischer Jazzmusiker (Piano, Orgel, Arrangement, Komposition) und Bandleader, der sich in seiner Heimatstadt Chicago auch als Radiomoderator und Festivalpromoter  betätigte.

## Leben und Wirken
Marshall, der ein Schüler von Gil Evans war, arbeitete ab den 1970er-Jahren in der Jazzszene von Chicago. U. a. leitete er eine eigene Bigband und von 1981 bis 2000 das Nonett Project Nine, dessen Musik brasilianische Musik, Bop, modernen Swing und Chicago Blues verarbeitete. Zu seinen langjährigen Mitstreitern gehörten Rich Corpolongo, Eldee Young und Steve Berry. In späteren Jahren arbeitete er neben seinem Oktett Tropicale sowie mit Sängern und in Duo- oder Trio-Konstellationen, u. a.  mit Joanie Pallatto. Im Bereich des Jazz war er zwischen 1981 und 2008 an 23 Aufnahmesessions beteiligt. Vente moderiert seit 1992 die Radiosendung Jazz Tropicale im Public Radio des College of DuPage und veranstaltete in den 1990er- und 2000er-Jahren ein jährliches Marshall Vente Jazz Festival.

## Diskographische Hinweise
- Endless Intensity (1983)
- No Net! (1984)
- Alison’s Backyard (1986)
- Tropicale (1996)
- Joannie Pallatto/Marshall Vente: Two (1998)
- Eldee Young/Marshall Vente: The Long and Short of Jazz (1999)
- Marshall Law (1980–2001)